# Karadi, Tiptur
Karadi là một làng thuộc tehsil Tiptur, huyện Tumkur, bang Karnataka, Ấn Độ.